# Хотел Београд (филм из 1998)
Хотел Београд је српски и швајцарски кратки филм из 1998. године. Режију и сценарио филма радила је Андреа Стака, шведска режисерска српског порекла. 
Филм је освојио награде на Филмском фестивалу Сандрс (1999), Филмском фестивалу у Локарну (1999, 2007), на Интернационалном филмском фестивалу у Единбургу (1999) и Награду за најбољи шведски филм (1999).

## Радња филма
Пар води љубав у хотелу. Мара живи у Швајцарској, а Игор у Београду. Оно што је уништено ратом ће се поново родити у овој хотелској соби.

## Улоге
| Глумац           | Улога |
| ---------------- | ----- |
| Небојша Глоговац | Игор  |
| Весна Станојевић | Мара  |